# Trương Khắc Phàm
Trương Khắc Phàm (giản thể: 张克帆; phồn thể: 張克帆; bính âm: Zhāng Kè Fān), sinh ngày 31 tháng 7 năm 1972 là một diễn viên, ca sĩ Đài Loan.

## Tiểu sử
Nam ca sĩ Đài Loan Trương Khắc Phàm đầu những năm 1980 là thành viên nhóm nhạc Đài Loan Red Kids, sau đó trở thành Giám đốc Điều hành Chi nhánh Đài Loan của Công ty Liên doanh Đa quốc gia EMI (EMI Music Publishing). Chàng ca sĩ Johnathan Trương có nhiều solo và album được đánh giá cao. Anh cũng đã hát nhiều bài hát chủ đề cho các bộ phim truyền hình (Claustrophobia (2008), Thủy Nguyệt Động Thiên (2003)) và phim điện ảnh (Heroes Shed No Tears (1986)). Tiếng hát của Trương Khắc Phàm có âm sắc độc đáo riêng, đặc biệt thể hiện nhiều cảm xúc khác nhau.

## Sự nghiệp
- 1989 17 tuổi Johnathan Cheung tham gia ban nhạc Red Kids, phát hành album tiếng Hoa đầu tiên;
- 1995 phát hành album cá nhân đầu tay;
- 1999 thành lập công ty giải trí kết hợp mạng internet và âm nhạc để sản xuất album đầu tay của họ;
- 2000 kết hợp công nghệ Internet và âm nhạc.

## Các album

### Cá nhân
- Tháng 1 năm 1995: "Remember me", "Sad for Love Painful for You"
- Năm 1996: "Nobody Should Break Your Heart", "Lựa chọn tuyệt đối - Nước mắt của gió"
- Tháng 1 năm 1997: "Kết cục"
- Tháng 8 năm 1998: "Lonely bombing"
- Tháng 1 năm 2000: "Broadband Love Songs, Broadband Kè Fān"

### Với nhóm "Red Kids"
- Năm 1990: "Young flashed my passport", "Shiny heart loves you forever"
- Năm 1991: "Tuổi trẻ", "tình yêu"
- Năm 1992: "Tuyệt thế" - OST phim "Thủy Nguyệt Động Thiên"

## Những phim đã tham gia
- A Game About Love (tên khác: "Rock, Paper, Scissors") (剪刀 石頭 布) - vai Lan Zheng Cheng (藍正成) (Lan Chính Thành)
- Ác Nữ A Sở / Mean Girl Ah Chu (tên khác: "E Nu Ah Chu" / "Mean girl Ah Chu") (惡女阿楚/恶女阿楚) - vai Kou Guan Jun (寇冠軍) (Khấu Quán quân)
- The Legend of Brown Sugar Chivalries (黑糖群俠傳/黑糖群侠传) - vai Giáo viên Lu (Lu Da You)